# Muricea aspera
Muricea aspera är en korallart som beskrevs av Addison Emery Verrill 1869. Muricea aspera ingår i släktet Muricea och familjen Plexauridae. Inga underarter finns listade i Catalogue of Life.